# 1665 Ґабі
1665 Ґабі (1665 Gaby) — астероїд головного поясу, відкритий 27 лютого 1930 року.
Тіссеранів параметр щодо Юпітера — 3,464.